# Црква Светог Јована Богослова у Мојинцима
Црква Светог Јована Богослова у Мојинцима, насељеном месту на територији  општине Димитровград, православни је храм који припада Епархији нишкој Српске православне цркве.
Црква посвећена Светом Јовану Богослову саграђена је поред оброчног крста у току 2002. године на земљи месне заједнице Мојинци.